# Warrant (banda)
Warrant es una banda de glam metal originaria de Los Ángeles, California, Estados Unidos, que obtuvo su mayor éxito durante los comienzos de los años noventa con su sencillo y álbum Cherry Pie. La banda se dio a conocer por sus estridentes himnos con temas centrados en el amor y en la vida diaria, reflejado en canciones como "Down Boys" y "Cherry Pie", además de componer sentimentales baladas como "Heaven", "Sometimes She Cries" y "I Saw Red".

## Historia

### Primeros años yDirty, Rotten, Filthy Stinking, Rich(1984 - 1990)
Warrant fue formado en Los Ángeles por el guitarrista Erik Turner en julio de 1984. A Turner pronto se le unió el bajista Jerry Dixon (que reemplazó al bajista Chris Vincent). Los primeros miembros de la banda incluían al vocalista Adam Shore (quien más adelante formaría la agrupación "Shake City"), al guitarrista Josh Lewis, y al baterista Max Asher. El vocalista Jani Lane (quien reemplazó a Shore) y el baterista Steven "Sweet" Chamberlin (quien reemplazó a Asher) se unieron a la banda en septiembre de 1986, y el guitarrista Joey Allen, que había tocado anteriormente con Turner en la banda "Knightmare II", reemplazó a Josh Lewis, completando el renovado line-up en marzo de 1987. Jani Lane, Steven Sweet y Paul Noble estuvieron anteriormente en la banda Plain Jane, que había grabado varios demos. La contratación de Lane resultó fundamental en el futuro de la banda, con este nuevo cantante la banda destacó rápidamente, debido a su calidad vocal y especialmente a su capacidad de composición.
Después de alcanzar la fama en la escena de clubes de Los Ángeles, donde bandas como Motley Crue, Poison y Ratt habían dejado su huella, la banda grabó un demo en septiembre de 1987 a través de Paisley Park Records, un sello discográfico de propiedad del cantante Prince. En este momento, A&M Records adquirió una opción para firmar a Warrant e invitó a la banda a contribuir con una canción para la banda sonora de la película Bill and Ted's Excellent Adventure. 
En enero de 1988 Warrant firmó un contrato con Columbia Records y en abril comenzaron a grabar su primer álbum Dirty Rotten Filthy Stinking Rich. El disco resultó ser un éxito significativo, generando cuatro hits: dos baladas, "Heaven" (que llegó al número 2 en Estados Unidos) y "Sometimes She Cries", además de las canciones "Big Talk" y "Down Boys". Después del lanzamiento del álbum, Warrant compartía gira con Paul Stanley (Kiss), Queensrÿche, Cinderella, Poison, Mötley Crüe y Kingdom Come. La banda apareció en la revista Screamer en algunas ocasiones, antes de ser la portada principal de su edición en junio de 1989.

### Cherry Pie(1990 - 1992)
La segunda producción de la agrupación, Cherry Pie, vio la luz en septiembre de 1990, y contó con invitados como C.C. DeVille de Poison, Bruno Ravel y Steve West de Danger Danger y Fiona. El álbum que dio lugar a éxitos como "Cherry Pie", "Uncle Tom's Cabin", "Blind Faith" y "I Saw Red", alcanzó el Top 10 en los Estados Unidos y llegó a vender 3 millones de copias.
El sencillo Cherry Pie se convirtió en la canción más exitosa de la agrupación, logrando repetida difusión en la radio y en el canal MTV. En el video de la canción aparece la actriz y modelo Bobbie Brown, quien estaría casada por un breve periodo de tiempo con Jani Lane. El lanzamiento de Cherry Pie fue seguido por una gira mundial junto a Poison, que terminó en enero de 1991 después de un conflicto entre las dos bandas durante el backstage. 
Durante una gira con David Lee Roth, Jani Lane se fracturó varias costillas en un concierto en Birmingham, Inglaterra. Warrant pronto volvió a las giras, como cabeza de cartel en Estados Unidos de la gira Blood, Sweat and Beers Tour, con el apoyo de las bandas Firehouse y Trixter.

### Dog Eat Dog(1992 - 1995)
La década de 1990 se caracterizó por frecuentes cambios en la alineación de Warrant. En 1992 la banda publica su tercer álbum, titulado Dog Eat Dog. El disco, aunque alcanzó éxito comercial, no tuvo la misma acogida que sus antecesores, esto debido al decaimiento del género glam metal para dar paso a bandas como Nirvana, Alice in Chains, Soundgarden, Pearl Jam y Stone Temple Pilots. Warrant recurrió a endurecer un poco su sonido, por lo que Dog Eat Dog podría considerarse como un disco de heavy metal. La banda participó en el festival Monsters of Rock de 1992, encabezado por la banda británica Iron Maiden.
En ese mismo año la banda graba la canción "We Will Rock You" (versión de la popular canción de la banda inglesa Queen) para la banda sonora de la película Gladiators. El vocalista Jani Lane abandona temporalmente la banda tras la muerte de Tom Hulet, gerente y productor de la agrupación, en 1993. Poco tiempo después Lane comienza a grabar un álbum solista, llamado Jabberwocky, que hasta la fecha no ha sido publicado.
En 1994, Jani Lane vuelve a la banda, con la que realiza una breve gira por los Estados Unidos. En mayo del mismo año, el guitarrista Joey Allen abandona la agrupación, seguido por el baterista Steven Sweet el mes siguiente. En noviembre de 1994 el guitarrista Rick Steier de Kingdom Come ocupa el lugar que dejó Joey Allen. James Kottak se incorpora en la batería ocupando el lugar de Steven Sweet y entra un sexto miembro en la banda, David White en los teclados, el cual ya había tocado con Warrant en giras anteriores. Poco después, un nuevo contrato fue firmado con Tom Lipsky de los CMC Records en septiembre de 1994. Se firmó un contrato con la disquera japonesa Pony Canyon Records al mismo tiempo.

### Ultraphobic(1995 - 1996)
Ultraphobic fue lanzado en marzo de 1995 y aunque aclamado por la crítica, no fue tan exitoso como los discos anteriores. Durante este período desarrollaron un sonido más oscuro y menos accesible, que se adentraba en terrenos relacionados con el grunge.
James Kottak dejó la banda en marzo de 1996. Ese mismo año es lanzado el primer compilado oficial de Warrant: The Best of Warrant, conteniendo los éxitos de toda su trayectoria musical hasta el momento, con canciones como «Down Boys», «Heaven», «Cherry Pie» y «Sometimes She Cries», además de otras que nunca se publicaron en sus discos anteriores como «Thin Disguise» (out-take del álbum Cherry Pie), la versión acústica de «I Saw Red» y la versión de Queen «We Will Rock You».

### Belly to Belly(1996 - 2001)
"Belly To Belly" fue lanzado en julio de 1996 en Japón y en octubre de 1996 en los Estados Unidos. El disco contó con algunas de las mejores composiciones de Jani Lane, pero de todas maneras no alcanza el éxito comercial. En octubre de 1997, el baterista Bobby Borg (reemplazante de James Kottak) dejó la banda y fue reemplazado brevemente por el baterista de gira Vikki Foxx (ex - Enuff Z'Nuff y ex - Vince Neil). Al poco tiempo es reemplazado por Danny Wagner, mientras que la banda publica un álbum compilado de sus mejores temas en vivo durante su carrera musical, llamado Warrant Live 86–97.
En 1999, Warrant pública Greatest & Latest, álbum en el que vuelven a grabar las mejores versiones de sus clásicos e incluyen cuatro nuevos temas. En enero del año 2000 el guitarrista Rick Steier, el teclista Mike Morris y el baterista Danny Wagner abandonaron la banda. Keri Kelli ocupa el lugar de Rick Steier en las guitarras como un miembro en las giras y Mike Fasano entra en la batería, (Kelli y Fasano habían tocado juntos en "Dad's Porno Mag"). En agosto del 2000, Keri Kelli abandona Warrant para colaborar en una gira con Slash's Snakepit, banda del guitarrista de Guns N' Roses Slash, siendo reemplazado por Billy Morris.

### Under the Influencey Salida de Jani Lane (2001 - 2006)
En mayo del 2001 la banda publica su séptimo álbum: Under the Influence, un disco de versiones de bandas que fueron influyentes en la historia de Warrant, como Aerosmith, Thin Lizzy, Nazareth, David Bowie, AC/DC y Queen. También se incluyeron dos grabaciones nuevas: "Sub Human" y "Face". La banda estuvo de gira nuevamente con Poison, en el verano de 2001, pero dicha gira tuvo que ser interrumpida debido a lesiones en la espalda que sufrió el bajista Bobby Dall. En abril del 2003, el baterista Mike Fasano fue despedido de la banda, y su lugar lo ocupó Kevan Phares.
Jani Lane por segunda vez se abandona la banda en enero de 2004, al igual que Billy Morris y Kevan Phares. Mike Fasano regresa pero por un corto periodo, y su lugar lo ocupa Steven Sweet, quien regresa en la batería en febrero del 2004. Joey Allen también se reunió al poco tiempo, mientras que Jani Lane fue reemplazado por el excantante de Black N' Blue Jaime St. James.

### Born Againy Reunión (2006 - 2011)
Born Again vio la luz el 4 de febrero de 2006 bajo la producción de Pat Regan, quien trabajó anteriormente con Kiss, Deep Purple, Mr. Big y L.A. Guns, y se convierte en el primer álbum de Warrant en el que Jani Lane no es el cantante. El 14 de julio de 2007, la banda participó en el festival Rocklahoma.
En enero del 2008, la agencia William Morris publicó unas fotos de la banda con Jani Lane, lo que confirmaba su regreso a la banda. En marzo del 2008 se anunció en la página web oficial de Warrant que se realizaría una gira junto a Cinderella. Pero esta gira fue cancelada debido a que el cantante de Cinderella Tom Keifer sufrió una hemorragia interna, por lo que le era imposible regresar a los escenarios en el futuro inmediato. 
El 5 de septiembre de 2008, Jani Lane deja por tercera vez la banda y Robert Mason (ex-Lynch Mob) se hizo cargo de la voz. Un comunicado de la banda, publicado por Blabbermouth.net expresó lo siguiente:

"Con el más profundo pesar que tenemos que anunciar que Jani Lane ya no está con nosotros. Desde el comienzo de las conversaciones de nuestra reunión hasta la última nota de nuestro último show juntos en Houston este fin de semana pasado (el 31 de agosto en el Festival de Rock en Bayou), hemos tenido más que buenas intenciones de traer un espectáculo de calidad original para nuestros fans y nuestros amigos. Estamos muy contentos porque hemos encontrado una voz increíble en Robert Mason.
Tenemos tres fechas confirmadas, así que vayan y júzguenlo por ustedes mismos... Creo que no se arrepentirán!

El 10 de septiembre se confirmó que Jani Lane había sido despedido de Warrant debido a su asistencias a los ensayos en estado de ebriedad, diferencias en las composiciones y un estado emocional depresivo. Mason finalmente es contratado no solo para terminar la gira, sino también para convertirse en miembro permanente de la banda.

### Rockaholic(2011 - presente)
El 27 de enero de 2011, Joey Allen anunció un nuevo álbum, llamado Rockaholic, que fue lanzado el 13 de mayo en Europa y 17 de mayo en Estados Unidos por el sello Frontiers Records. El disco alcanzó el puesto Nro. 22 en el Billboard Top Album Hard Rock chart, y se convirtió en el segundo álbum en el que Jani Lane no estaba tras el micrófono.

## Muerte de Jani Lane (2011)
Jani Lane, a los 47 años, fue encontrado muerto la noche del 11 de agosto del 2011. La policía realizó una autopsia para determinar la causa exacta de muerte de Lane. No obstante, medios como el sensacionalista TMZ (especializado en noticias de la farándula) sospecharon que su muerte pudo estar relacionada con una sobredosis de drogas. El sitio web de espectáculos informó acerca de la presencia de una botella de vodka casi vacía y de píldoras antidepresivas en la habitación de hotel del cantante. Lane tenía un historial de problemas con el abuso de drogas. Fue condenado a 120 días de cárcel en el 2010, tras ser detenido por segunda vez conduciendo en estado de ebriedad.
El Viernes 12 de agosto del 2011 el resto de la formación original, conformada por Jerry Dixon, Joey Allen, Erick Turner y Steven Sweet, junto con su nuevo cantante Robert Mason le rindieron homenaje al fallecido exlíder, en un concierto en Grand Forks, Dakota del Norte. 
El guitarrista Erik Turner le comentó a TMZ lo siguiente: 

«Nunca pensamos que cuando tocamos Heaven, canción que fue escrita por él, estaríamos tocándola algún día en la memoria de la muerte prematura de Jani. Este es un día muy triste para el rock and roll. Jani fue una parte muy importante de nuestras vidas.»

El 5 de octubre de 2011 la Policía y los médicos forenses de Los Ángeles determinaron que la causa de la muerte de Jani fue la ingesta de etanol (un tipo de intoxicación aguda en el que se mezcla vodka con alcohol medicinal).

Louder Harder Faster es el noveno álbum de estudio de la banda de rock estadounidense Warrant, lanzado el 12 de mayo de 2017. El álbum incluye a los miembros de la banda Erik Turner, Jerry Dixon, Joey Allen y Steven Sweet, junto con Robert Mason en las voces principales de la banda. Este es también el primer álbum de Warrant que se lanzará después de la muerte del cantante principal original Jani Lane.
El álbum se ubicó en el puesto número 19 en la lista Billboard Top Independent Albums. 
El nuevo álbum presenta 12 nuevas canciones, incluida una nueva versión de la clásica canción de Merle Haggard "I Think I'll Just Stay Here and Drink" como primer sencillo y el nuevo "himno de fiesta" de los "Professional Bull Riders".
El video oficial se estrenó en una fiesta oficial de inauguración en St Louis en Ballpark Village el 25 de febrero, acompañado de una presentación en vivo. El clip se filmó en Anaheim y se reprodujo todas las noches a la medianoche en los siete bares PBR de todo el país como una llamada de atención para que continúen los buenos tiempos.
"Only Broken Heart" fue lanzado como sencillo para el álbum el 24 de marzo de 2017 [3] seguido de "Devil Dancer" el 4 de abril de 2017 [4] y "Perfect" el 21 de abril de 2017. [5] La banda también lanzó el sencillo y el video musical de la canción principal del álbum "Louder Harder Faster" el 4 de mayo de 2017

## Estilo musical
La música de Warrant en sus dos primeros trabajos, incluía los géneros hard rock, glam y heavy metal. Con el tercer trabajo, Dog Eat Dog, la banda endurece su sonido en reacción al grunge. Con Ultraphobic, el grupo añade influencias del grunge a su música, considerada una evolución natural al endurecimiento del anterior trabajo. El siguiente álbum, Belly to Belly, fue descrito como un disco infestado de grunge, que prescindió de las sutilezas del rock melódico de trabajos anteriores. En el resto de álbumes de estudio, Warrant regresó al sonido de los dos primeros discos.

## Miembros

### Miembros actuales
- Erik Turner – Guitarra rítmica y coros (1984-presente)
- Jerry Dixon – Bajo y coros (1984-presente)
- Steven Sweet – Batería y coros (1986-1994, 2004-presente)
- Joey Allen – Guitarra Principal y coros (1987-1994, 2004-presente)
- Robert Mason – Voz (2008-presente)

### Miembros anteriores
- Josh Lewis - Voz y guitarra rítmica (1984-1986)
- Adam Shore – Voz y guitarra (1984-1985)
- Max Asher – Batería (1984-1985)
- Chris Vincent - Bajo (1984)
- Jani Lane (Fallecido en 2011) – Voz, guitarra rítmica, guitarra acústica, armónica, batería y piano (1986-1993, 1994-2004, 2008)
- David White – teclado y coros (1992-1995)
- Rick Steier – Guitarra rítmica y coros (1994-2000)
- James Kottak (Fallecido en 2024) – Batería y coros (1994-1996)
- Bobby Borg – Batería y coros (1996-1997)
- Vikki Foxx - Batería (1997-1998)
- Danny Wagner - Batería y teclado (1998-2000)
- Mike Fasano – Batería y coros (2000-2003, 2004)
- Keri Kelli - Guitarra rítmica (2000)
- Billy Morris – Guitarra rítmica y coros (2000-2004)
- Mike Morris – teclados (2000-2004)
- Kevan Phares - Batería (2003-2004)
- Brent Woods - Guitarra rítmica y coros (2004)
- Jaime St. James – Voz (2004-2008)

## Discografía
Álbumes de estudio
- Dirty Rotten Filthy Stinking Rich (1989)
- Cherry Pie (1990)
- Dog Eat Dog (1992)
- Ultraphobic (1995)
- Belly to Belly (1996)
- Under the Influence (2001)
- Born Again (2006)
- Rockaholic (2011)
- Louder, Harder, Faster (2017)

## Giras
- D.R.F.S.R. Tour
- Cherry Pie Tour
- Blood, Sweat & Beers Tour
- Dog Eat Dog Tour (Hair of the Dog Tour)
- Club Tour (1994)
- Radio or Not, Here We Come (Ultraphobic) (1995)
- Rock Never Stops Tour (1998)
- Under the Influence Summer tour (2001)
- Rock Never Stops Tour (2003)
- Born Again Tour (2007)
- Reunion Tour (2008)
- Summer Tour (2009)
- Rockaholic Tour (2011)